# أنا وأنت وبابا في المشمش (مسلسل)
أنا وأنت وبابا في المشمش هو مسلسل مصري، من إخراج محمد فاضل (مخرج) وبطولة فردوس عبد الحميد وحسن عابدين ونخبة من النجوم، يحكي قصة موظف حكومي يكتشف وجود فساد في إدارته فيقع ضحية لهؤلاء الفاسدين فتسعى إبنته لإثبات براءته بالتعاون مع العديد من الأصدقاء فتدخل في مغامرات وصراع ضدهم.

## شخصيات المسلسل
- فردوس عبد الحميد: وداد عبد الباقي الجوهري
- حسن عابدين: عبد الباقي الجوهري
- محمود الجندي: بشير أبو السعد جاد الله
- زيزي مصطفى: نور الهدى معتمد نجعاوي/نورا الدالي
- مصطفى متولي: إسماعيل
- المنتصر بالله: حلاوة
- سيد عزمي
- سناء شافع: مدحت السرنجاتي
- زين العشماوي: باهر الأمير
- عبد العزيز مخيون: يوسف عناني
- ماجدة زكي: نبيلة مرزوق
- يوسف داوود: لبيب شطا
- عادل أمين: سيد
- رجاء الجداوي: صفية
- إنعام سالوسة: إسعاد
- نور الدمرداش: صديق عشم الخير
- أحمد صيام: فودة
- محمد متولي: ضمضم أبو دقة
- أشرف عبد الباقي: حسن
- سامح السيد: رفيق
- هادي الجيار: بدير أبو السعد جاد الله
- محمد أحمد المصري:حلمي حمام
- نهلة رأفت
- سامي مغاوري: حسام
- محمد نجاتي: ياسر أبو السعد جاد الله
- محمد فريد: الغفير
- مصطفى حسين: ضيف شرف
- محمود رحمي: ضيف شرف
- علي جوهر
- توفيق الكردي
- سيد علام
- فكري صادق
- عطية عويس
- سيد جبر
- عبد الرحمن لملوم
- سعيد صديق
- زياد مكوك: نوفل سليم
- محمد جمعة: الزبون
- حسن مصطفى: أبو صالح العشري
- حسن كامي: السفير نجاتي سيف الدين
- لمياء الجداوي: ماجدة أبو السعد جاد الله
- نادية رفيق: والدة بشير
- ليلى فارس
- لاشينة لاشين: السكرتيرة
- عبد الله فرغلي: السمري بيه
- محمد الأدنداني: فتحي السفرجي
- محمد عتريس: عطا الله
- مصطفى توفيق
- أبو السعود عطية
- عبد الحميد أنيس
- حسن مصطفى علي
- أحمد كمالي

## فريق العمل
- إخراج : محمد فاضل (مخرج).
- قصة وسيناريو وحوار وأشعار المشاهد الغنائية : أسامة أنور عكاشة.
- إنتاج : التليفزيون المصري قطاع إنتاج الفيديو.
- ضيوف شرف : مصطفى حسين (فنان الكاريكاتير)، رحمي (فنان العرائس).
- أشعار : أحمد فؤاد نجم (المقدمة، النهاية، مرثية يوسف، أستعراض الأقنعة).
- الموسيقى والألحان : فاروق الشرنوبى.
- توزيع موسيقى : ياسر عبد الرحمن.
- تصميم الاستعراضات : مجدى الزقازيقى.
- مهندس الديكور : عبد الهادي مكي.
- مهندس ديكور مساعد : زينات النجدى.
- مدير الإضاءة : عبد العزيز حمدى.
- مدير التصوير : محسن السيسي، وحيد شريف، عبد الله مصطفى، محمد ثابت، محممود حامد.
- مدير التصوير الخارجي : قدري أبو العلا.
- مونتاج اليكترونى : لبيب إبراهيم.
- ماكيير : سامى صيام.
- مونتاج :عبد المجيد محمد.
- إعداد موسيقى ومكساج : حسن صفافة.
- مدير إدارة الإنتاج : عبد الرحمن لملوم.
- منفذو الإنتاج : محمد أبو المجد، حسن الباسوسى، منتصر حسنى، حسن عبد العزيز.
- رئيس إنتاج الفديو : يوسف عثمان.
- توزيع : قطاع الشئون المالية والاقتصادية اتحاد الإذاعة والتليفزيون جمهورية مصر العربية.
- تنفيد المقدمة والنهاية : رمضان زكي، نبيل هريدي، أشرف شيحة.
- سكربت : رحمه المشرى.
- مساعد المخرج الأول : أشرف فايق.
- المخرج المنفذ : محسن فكرى.
- تصميم المقدمة : جمال عبد الحميد.